# Gordel van God
Gordel van God (een voettocht langs 's Heeren wegen) is een boek van journalist, ex-gereformeerde en atheïst Willem Oosterbeek waarin hij een wandeling maakt door de Bijbelgordel. Hij verdiepte zich in de denk- en leefwereld van de orthodox-protestantse bewoners, voerde gesprekken met strenggelovigen en 'gevallenen' en woonde tal van kerkdiensten bij.
In het boek doet Oosterbeek verslag van zijn voettocht door de plaatsen Urk, Rouveen, Staphorst tot aan de provincie Zeeland.